# Liste der Naturdenkmale in Ulm
| Naturdenkmale | Anzahl |
| ------------- | ------ |
| FND           | 47     |
| END           | 43     |
| Gesamt        | 90     |

Die Liste der Naturdenkmale in Ulm nennt die verordneten Naturdenkmale (ND) der baden-württembergischen Stadt Ulm. In Ulm gibt es insgesamt 90 als Naturdenkmal geschützte Objekte, davon 47 flächenhafte Naturdenkmale (FND) und 43 Einzelgebilde-Naturdenkmale (END).
Stand: 1. November 2016.

## Flächenhafte Naturdenkmale (FND)
| Name | Bild | Kennung     | Einzelheiten   | Position | Fläche Hektar | Datum         |
| --- | ---- | ----------- | -------------- | -------- | ------------- | ------------- |
| Dolinen in den Gewannen Buchbrunnenhalde, Dreierberg, Raite, Roter Berg und Schanzgrubenhau               | BW   | 84210000076 | Ulm            | ⊙        | 0,2           | 6. Sep. 2012  |
| Ehemalige Kiesgrube im Gewann Häule                                                                       | BW   | 84210000063 | Ulm            | ⊙        | 2,7           | 11. Mai 1982  |
| Fels in den Gewannen Eichhalde und Zaunhalde                                                              | BW   | 84210000084 | Ulm            | ⊙        | 0,3           | 14. Nov. 2012 |
| Felsaufschluss Heckenbühl/Kienlesbergstraße                                                               |      | 84210000069 | Ulm            | ⊙        | 0,2           | 26. Juli 2012 |
| Feuchtfläche in den Gewannen Lange Weidach und Oberer Kuhberg                                             |      | 84210000075 | Ulm            | ⊙        | 1,0           | 6. Sep. 2012  |
| Feuchtwald in den Gewannen Brunnengehau, Hiemerenwiesen, Weiheräcker und Wengenwiesen                     | BW   | 84210000101 | Ulm            | ⊙        | 3,8           | 10. Nov. 2011 |
| Feuchtwald südwestlich Mähringen                                                                          | BW   | 84210000085 | Ulm            | ⊙        | 1,1           | 14. Nov. 2012 |
| Feuchtwiese im Gewann Lauhäcker                                                                           | BW   | 84210000097 | Ulm            | ⊙        | 0,7           | 8. Okt. 2009  |
| Geotop Buchhau 1 und 2                                                                                    |      | 84210000058 | Ulm            | ⊙        | 10,6          | 19. Juli 1979 |
| Geotop im Gewann Eichhalde und im Schammental                                                             | BW   | 84210000114 | Ulm            | ⊙        | 4,5           | 14. Nov. 2012 |
| Geotop in den Gewannen Augstletweg, Blattegert und Steigäcker                                             |      | 84210000066 | Ulm            | ⊙        | 3,8           | 14. Dez. 1982 |
| Halbtrockenrasen im Gewann Hagener Tal                                                                    | BW   | 84210000065 | Ulm            | ⊙        | 0,8           | 14. Dez. 1982 |
| Halbtrockenrasen im Gewann Hochgesträß                                                                    | BW   | 84210000092 | Ulm            | ⊙        | 0,9           | 12. Sep. 2011 |
| Halbtrockenrasen in den Gewannen Am Grünen Graben, Beim Buchbrunnen und Buchbrunnen                       |      | 84210000067 | Ulm            | ⊙        | 3,4           | 26. Juli 2012 |
| Halbtrockenrasen in den Gewannen Beim Buchbrunnen und Örlinger Tal                                        |      | 84210000068 | Ulm            | ⊙        | 3,2           | 26. Juli 2012 |
| Halbtrockenrasen in den Gewannen Hochgesträß und Römerstraße                                              | BW   | 84210000091 | Ulm            | ⊙        | 4,6           |               |
| Halbtrockenrasen in den Gewannen Hochgesträß und Römerstraße                                              | BW   | 84210000095 | Ulm            | ⊙        | 0,2           | 12. Sep. 2011 |
| Halbtrockenrasen in den Gewannen Schildwache und Spitalholz                                               |      | 84210000073 | Ulm            | ⊙        | 1,0           | 26. Juli 2012 |
| Halbtrockenrasen Lehrer-Tal-Weg 200                                                                       | BW   | 84210000071 | Ulm            | ⊙        | 2,0           | 26. Juli 2012 |
| Halbtrockenrasen Örlingen 9                                                                               |      | 84210000074 | Ulm            | ⊙        | 4,8           | 26. Juli 2012 |
| Halbtrockenrasen „Trommelwiesle“                                                                          |      | 84210000070 | Ulm            | ⊙        | 4,0           | 26. Juli 2012 |
| Halbtrockenrasen und Magerwiese im Tosertal/Laile                                                         | BW   | 84210000090 | Ulm            | ⊙        | 1,3           | 12. Sep. 2011 |
| Hangquellmoor im Gewann Hagbrunnen                                                                        | BW   | 84210000093 | Ulm            | ⊙        | 1,3           | 12. Sep. 2011 |
| Hangquellmoor im Gewann Hochsträß                                                                         | BW   | 84210000080 | Ulm            | ⊙        | 0,2           | 8. Okt. 2009  |
| Höhle im Gewann Haldenberg und Am Roten Berg 46                                                           |      | 84210000077 | Ulm            | ⊙        | 0,1           | 6. Sep. 2012  |
| Hüle bei St. Moritz 1                                                                                     | BW   | 84210000088 | Ulm            | ⊙        | 0,1           | 18. Okt. 2012 |
| Hüle im Gewann Großer Gehrn ('Kuhlach')                                                                   | BW   | 84210000089 | Ulm            | ⊙        | 0,1           | 18. Okt. 2012 |
| Klebwald im Gewann Kuttlersholz                                                                           | BW   | 84210000094 | Ulm, Blaustein | ⊙        | 0,5           | 12. Sep. 2011 |
| Kleingärten im Gewann Ruhetalberg                                                                         | BW   | 84210000072 | Ulm            | ⊙        | 0,2           | 26. Juli 2012 |
| Kleingärten im Gewann Safranberg                                                                          | BW   | 84210000081 | Ulm            | ⊙        | 1,0           | 26. Juli 2012 |
| Magerrasen in den Gewannen Am Grünen Graben und Örlinger Tal                                              |      | 84210000079 | Ulm            | ⊙        | 2,2           | 26. Juli 2012 |
| Pflanzenbiotop „Zaunhalde“                                                                                | BW   | 84210000057 | Ulm            | ⊙        | 0,2           | 19. Juli 1979 |
| Pflanzenvorkommen Zaunhalde, Erweiterung                                                                  | BW   | 84210000087 | Ulm, Dornstadt | ⊙        | 0,2           |               |
| Quellaustritt in den Gewannen An der Halde und Hoher Rain                                                 | BW   | 84210000078 | Ulm            | ⊙        | 0,3           | 26. Juli 2012 |
| Quellmoor in den Gewannen Grimmelfinger Wegle und Lange Weidach                                           | BW   | 84210000062 | Ulm            | ⊙        | 0,6           | 2. Apr. 1982  |
| Quellsumpf Kesselbronn 5                                                                                  |      | 84210000032 | Ulm            | ⊙        | 0,0           | 5. Okt. 1937  |
| Sandrasen im Gewann Salen                                                                                 | BW   | 84210000083 | Ulm            | ⊙        | 0,1           | 17. Okt. 2011 |
| Sandrasen im Gewann Steigäcker                                                                            | BW   | 84210000099 | Ulm            | ⊙        | 0,5           | 13. Dez. 2010 |
| Schaftrieb im Gewann Steigäcker und bei der Ulmer Steige                                                  | BW   | 84210000086 | Ulm            | ⊙        | 1,7           | 14. Nov. 2012 |
| Stillgewässer im Gewann Dullisbrunnen                                                                     |      | 84210000055 | Ulm            | ⊙        | 0,1           | 19. Juli 1979 |
| Stillgewässer im Gewann Haslache                                                                          | BW   | 84210000041 | Ulm            | ⊙        | 0,5           | 25. Dez. 1957 |
| Tännelesburren                                                                                            | BW   | 84210000096 | Ulm            | ⊙        | 1,3           | 8. Okt. 2009  |
| Teich mit Baumgruppe in Donaustetten                                                                      |      | 84210009032 | Ulm            | ???      | 0,6           | 27. Dez. 1957 |
| Trockengraben im Gewann Söflinger Weinberge                                                               |      | 84210000112 | Ulm            | ⊙        | 0,5           | 6. Sep. 2012  |
| Trockengraben mit Eichen und einer Esche an der Heilmeyersteige (wurde 2020 umbenannt in Eselsbergsteige) |      | 84210000108 | Ulm            | ⊙        | 0,4           | 6. Sep. 2012  |
| Weiher im Gewann Brunnengehau                                                                             | BW   | 84210000100 | Ulm            | ⊙        | 1,1           | 10. Nov. 2011 |
| Weiher im Gewann Unterer Rübacker                                                                         | BW   | 84210000102 | Ulm            | ⊙        | 1,0           | 20. Jan. 2010 |
| Legende für Naturdenkmal                                                                                  |      |             |                |          |               |               |

## Einzelgebilde (END)
| Name                                                          | Bild | Kennung     | Einzelheiten | Position | Fläche Hektar | Datum         |
| ------------------------------------------------------------- | ---- | ----------- | ------------ | -------- | ------------- | ------------- |
| Ahorn im Ostglacis                                            |      | 84210000115 | Ulm          | ⊙        | 0,0           | 12. Feb. 2015 |
| Ahorne an der Kirchberger Straße                              | BW   | 84210000052 | Ulm          | ⊙        | 0,0           | 19. Juli 1979 |
| Buche Am Sandhaken 40 und 41                                  |      | 84210000024 | Ulm          | ⊙        | 0,0           | 18. Jan. 1965 |
| Buche Hafengasse 19                                           | BW   | 84210000064 | Ulm          | ⊙        | 0,0           | 19. Juli 1979 |
| Buche Heimstraße 29                                           | BW   | 84210000061 | Ulm          | ⊙        | 0,0           | 2. Apr. 1982  |
| Buche Neue Straße 125                                         |      | 84210000046 | Ulm          | ⊙        | 0,0           | 19. Juli 1979 |
| Buche Olgastraße 141                                          |      | 84210000043 | Ulm          | ⊙        | 0,0           | 19. Juli 1979 |
| Buche Stadionstr. 5 („Lothar-Schultheiß-Bad“)                 | BW   | 84210000105 | Ulm          | ⊙        | 0,0           | 26. Juli 2012 |
| Eiche Am Roten Berg 46                                        | BW   | 84210000050 | Ulm          | ⊙        | 0,0           | 19. Juli 1979 |
| Eiche Galgenbergweg                                           | BW   | 84210000048 | Ulm          | ⊙        | 0,0           | 19. Juli 1979 |
| Eiche im Gewann Böfinger Halde                                |      | 84210000021 | Ulm          | ⊙        | 0,0           | 2. Aug. 1951  |
| Eiche im Gewann Rechtes Donauufer                             |      | 84210000023 | Ulm          | ⊙        | 0,0           | 18. Jan. 1965 |
| Eiche im Gewann Ruhetalberg (Ruhetal 18/1/Lehrer-Tal-Weg 200) | BW   | 84210000029 | Ulm          | ⊙        | 0,0           | 4. Mai 1972   |
| Eiche in der Friedrichsau                                     |      | 84210000111 | Ulm          | ⊙        | 0,0           | 26. Juli 2012 |
| Eiche Kellerhalde 24                                          | BW   | 84210000026 | Ulm          | ⊙        | 0,0           | 14. Nov. 1967 |
| Eiche Lehrer-Tal-Weg 200 – Unterer Grundstücksteil            | BW   | 84210000030 | Ulm          | ⊙        | 0,0           | 4. Mai 1972   |
| Eiche Lehrer-Tal-Weg 200 – Oberer Grundstücksteil             | BW   | 84210000027 | Ulm          | ⊙        | 0,0           | 14. Nov. 1967 |
| Eiche Lichtensteinstraße 1 und 3/1                            | BW   | 84210000044 | Ulm          | ⊙        | 0,0           | 19. Juli 1979 |
| Eiche Stadionstraße 5 („Gänswiese“)                           | BW   | 84210000113 | Ulm          | ⊙        | 0,0           | 26. Juli 2012 |
| Eichen Galgenberg 41 sowie Illerstraße 39 und 41              | BW   | 84210000015 | Ulm          | ⊙        | 0,0           | 2. Aug. 1951  |
| Esche in den „Ehinger Anlagen“                                | BW   | 84210000104 | Ulm          | ⊙        | 0,0           | 26. Juli 2012 |
| Feldahorn im Gewann Böfinger Halde                            |      | 84210000020 | Ulm          | ⊙        | 0,0           | 2. Aug. 1951  |
| „Friedenslinde“ im Kreuzungsbereich Allewind / K 9905         | BW   | 84210000039 | Ulm          | ⊙        | 0,0           | 27. Dez. 1957 |
| Ginkgo Karlsplatz 10                                          |      | 84210000082 | Ulm          | ⊙        | 0,0           | 26. Juli 2012 |
| „Hans-Reyhing-Linden“ im Gewann Bei der Linde                 |      | 84210000016 | Ulm          | ⊙        | 0,0           | 2. Aug. 1951  |
| Kastanie Beim B’scheid 1 („Blauwiese“)                        |      | 84210000110 | Ulm          | ⊙        | 0,0           | 26. Juli 2012 |
| Kastaniengruppe Lerchenfeldstraße 22                          | BW   | 84210000056 | Ulm          | ⊙        | 0,0           | 19. Juli 1979 |
| Linde am Salenhauweg                                          | BW   | 84210000036 | Ulm          | ⊙        | 0,0           | 27. Dez. 1957 |
| Linde an der Albstraße                                        | BW   | 84210000031 | Ulm          | ⊙        | 0,0           | 27. Dez. 1957 |
| Linde an der Mähringer Straße                                 | BW   | 84210000054 | Ulm          | ⊙        | 0,0           | 19. Juli 1979 |
| Linde an der Ringinger Straße                                 | BW   | 84210000038 | Ulm          | ⊙        | 0,0           | 27. Dez. 1957 |
| Linde beim Fischbachhof 1                                     | BW   | 84210000034 | Ulm          | ⊙        | 0,0           | 27. Dez. 1957 |
| Linde beim Kindergarten Friedrichsau 1                        | BW   | 84210000106 | Ulm          | ⊙        | 0,0           | 26. Juli 2012 |
| Linde beim Kutschenberg 40/1                                  |      | 84210000049 | Ulm          | ⊙        | 0,0           | 19. Juli 1979 |
| Linde im Gewann Mittelhart (Kreuzung K 7360/K 9916)           | BW   | 84210000037 | Ulm          | ⊙        | 0,0           | 27. Dez. 1957 |
| Linde in den Gewannen Schildwache und Spitalholz              |      | 84210000019 | Ulm          | ⊙        | 0,0           | 2. Aug. 1951  |
| Linde Safranberg 18 („Napoleons-Linde“)                       | BW   | 84210000022 | Ulm          | ⊙        | 0,0           | 26. Nov. 1962 |
| Linden Hörvelsinger Weg 20                                    | BW   | 84210000005 | Ulm          | ⊙        | 0,0           | 5. Okt. 1937  |
| Platane Talfinger Straße 13                                   |      | 84210000047 | Ulm          | ⊙        | 0,0           | 19. Juli 1979 |
| Platanen zwischen Friedrichsau 1 und Friedrichsau 6           |      | 84210000107 | Ulm          | ⊙        | 0,0           | 26. Juli 2012 |
| Tanne im Gewann Weidlinshofer Sträßchen 1                     | BW   | 84210000040 | Ulm          | ⊙        | 0,0           | 27. Dez. 1957 |
| Trompetenbaum am „Oberen Ausee“ nahe Friedrichsau 12          |      | 84210000109 | Ulm          | ⊙        | 0,0           | 26. Juli 2012 |
| Weiden Schwörhausgasse 10/1                                   |      | 84210000042 | Ulm          | ⊙        | 0,0           | 19. Juli 1979 |
| Legende für Naturdenkmal                                      |      |             |              |          |               |               |

## Ehemalige Naturdenkmale
Im Vergleich mit der Naturdenkmalliste von 1975 sind zahlreiche Naturdenkmale abgegangen oder aufgehoben worden:
| Name                                    | Bild | Standort                      | Einzelheiten                                           |
| --------------------------------------- | ---- | ----------------------------- | ------------------------------------------------------ |
| Lindengruppe „Adlerbastei“              |      | Ulm, Grünanlage Adlerbastei ⊙ |                                                        |
| „Barbaralinde“                          |      | Ulm, Lindenhöhe ⊙             | Gefällt im Jahr 2011. Namensgebend für die Lindenhöhe. |
| Thalfinger Pilzbuche                    |      | Ulm, Böfinger Steige ⊙        | Namensgebend für die Straße Bei der Pilzbuche.         |
| Eichengruppe am Donauhang               |      | Ulm, Grünanlage Donauhang     |                                                        |
| Ulme vor dem Finanzamt                  |      | Ulm, Wagnerstraße             |                                                        |
| Ulme an der Schaffnerstraße             |      | Ulm, Schaffnerstraße          |                                                        |
| Eiche am Westeingang der Böfinger Halde |      | Ulm Böfinger Halde            | Nicht zu verwechseln mit Naturdenkmal Nr. 84210000021  |
| 2 Bergahorne an der Säntisstraße        |      | Ulm, Säntisstraße             |                                                        |
| 2 Stieleichen im Ruhetal                |      | Ulm, Ruhetal                  |                                                        |
| Stieleiche, Ruhetal, Gewand             |      | Ulm, Ruhetal                  |                                                        |
| Sommerlinde bei Mähringen               |      | Mähringen                     |                                                        |
| Lärche, Unterweiler                     |      | Unterweiler                   |                                                        |